# Сивирисня
Сивирисня (Сивирисная) — река в России, протекает по Архангельской области. Впадает в Большое Сямгозеро. Длина реки составляет 18 км.

## Данные водного реестра
По данным государственного водного реестра России, относится к Двинско-Печорскому бассейновому округу, водохозяйственный участок реки — Северная Двина от впадения реки Вага и до устья, без реки Пинега, речной подбассейн реки — Северная Двина ниже места слияния Вычегды и Малой Северной Двины. Речной бассейн реки — Северная Двина.
Код объекта в государственном водном реестре — 03020300412103000033430.